# Mikey Way
Michael James Way (Belleville, Nueva Jersey; 10 de septiembre de 1980), más conocido como Mikey Way, es un músico y bajista estadounidense, conocido por ser integrante de la banda de rock My Chemical Romance desde su formación en 2001 hasta la actualidad. Actualmente también forma parte de la banda Electric Century. Coescribió Collapser junto a Shaun Simon, un cómic que salió a la venta el 17 de julio de 2019 bajo el sello Young Animal, de DC Comics.

## Biografía

### Primeros años
Way nació y creció en el municipio de Belleville, Nueva Jersey, como el segundo hijo de Donald y Donna Way. Compartió su infancia con un hermano mayor, Gerard. Sobre su infancia juntos, Gerard ha comentado que «pasábamos mucho tiempo leyendo libros de historietas, vivíamos mucho dentro de nuestras propias cabezas, jugábamos hasta hartarnos con cosas de Star wars; en realidad no podíamos jugar mucho fuera. No era el área más segura, [...] así que Mikey y yo teníamos uno o dos amigos y eso era todo».
Durante su juventud, Way sufrió de sobrepeso y mientras cursaba los años 10.º y 11.º realizó una estricta dieta que le hizo bajar abruptamente de peso. Tanto fue así, que los directivos de su escuela pensaron que consumía drogas e incluso lo citaron para preguntarle qué le ocurría. Sobre este suceso, Way comentó: «Pensaron que consumía heroína o algo. Los chicos populares se me acercaban para preguntarme en qué estaba metido. Me preguntaban "¿Qué cosa consumes?", y yo respondía "Nada". Entonces me preguntaban cómo había perdido tanto peso y yo les decía "Emm, ¿ejercicio?"».

### My Chemical Romance (2001-presente)

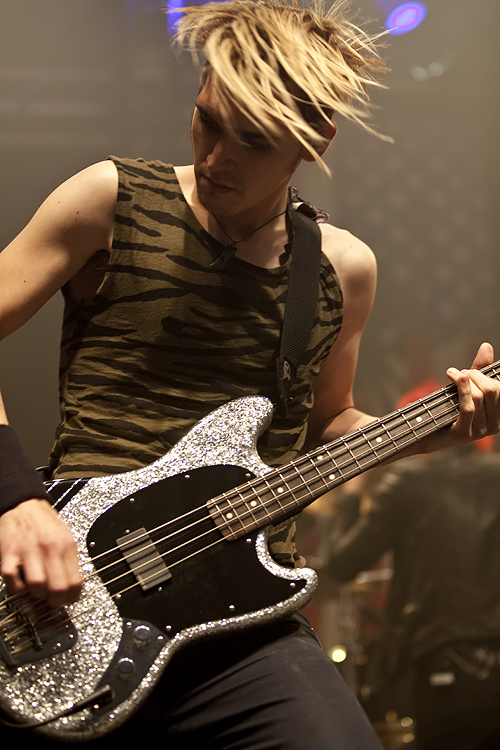
Way en junio de 2011

Way se unió como bajista de la banda My Chemical Romance en 2001, junto con su hermano mayor Gerard, el baterista Matt Pelissier y el guitarrista Ray Toro. Sugirió el nombre de la banda tras ver el libro Ecstasy: Three Tales of Chemical Romance, que encontró en una librería en la que trabajaba en ese momento. Cuando se unió a la banda, tuvo que mejorar sus habilidades con el bajo en menos de una semana.
My Chemical Romance lanzó su segundo álbum Three Cheers For Sweet Revenge, el 8 de junio de 2004, mientras que el tercero, The Black Parade, el 24 de octubre de 2006. La banda lanzó su cuarto y último álbum, Danger Days: The True Lives of the Fabulous Killjoys, el 22 de noviembre de 2010. Durante la gira para el álbum, Way colaboró con la compañía Fender Squier para lanzar una línea de bajos Mustang Bass bajo su nombre. En una entrevista con MusicRadar, Way comentó «he sido patrocinado por Fender la mayor parte de mi tiempo en MCR. (...) me dijeron que querían darme un modelo con mi firma». La banda anunció su separación el 22 de marzo de 2013.

### Electric Century (2014-presente)
Tras la ruptura de My Chemical Romance, Way no se involucró en ningún otro proyecto musical sino hasta 2014, año en que formó la banda de rock, Electric Century, junto con el vocalista de la banda Sleep Station, David Debiak. El dúo lanzó su primer sencillo I Lied, en febrero de 2014.
Más tarde ese mismo año, el dúo fue incluido en la lista de la revista Alternative Press, "100 Bands You Need To Know". La revista mencionó que el sencillo I Lied «forja una aleación de décadas probadas de pop electrónico», comparando a la banda con Fun. y Twenty One Pilots. El primer álbum de la banda fue grabado y mezclado por D. James Goodwin en el estudio The Isokon Studio, en Woodstock, Nueva York. En noviembre, Way reveló que en el mes febrero había volado hacia la costa este bajo la excusa de completar el álbum, pero en realidad fue a rehabilitación debido a su adicción a las drogas y el alcohol. El álbum Let You Get Away, fue lanzado como sencillo el 3 de abril de 2015. El dúo anunció su EP debut homónimo el 10 de marzo, y fue lanzado el 18 de abril. Los sencillos Hail the Saints y Right There fueron lanzados el 6 de mayo. En noviembre de 2015, Way contribuyó al álbum debut en solitario de Andy Biersack, vocalista la banda Black Veil Brides.
Desde el lanzamiento de su primer EP, el dúo pasó gran parte del 2015 escribiendo y grabado nuevas canciones. En enero de 2016, el dúo tuiteó "2016 is THE year" (2016 es el año), dando a entender futuros proyectos.

## Vida personal
Way contrajo matrimonio con la guitarrista Alicia Simmons el 8 de marzo de 2007, de quien se divorció en 2013. En 2014, Way confesó que era adicto a las drogas y al alcohol, y que su adicción solo se incrementó luego de la separación de My Chemical Romance en 2013, argumentando que fue «incapaz de dejar su vida de excesos». Alegó que sus hábitos le hicieron «tocar fondo» en numerosas ocasiones, y le alejaron de sus seres queridos y compañeros de la banda Electric Century. Way se sometió a rehabilitación para combatir su adicción.
En 2016, Way contrajo nuevamente matrimonio con Kristin Colby. El 3 de mayo de 2017, la pareja le dio la bienvenida a su primera hija, Rowan Louise Way.

## Discografía

### My Chemical Romance
Álbumes de estudio principales
- 2002: I brought you my bullets, you brought me your love
- 2004: Three cheers for sweet revenge
- 2006: The Black Parade
- 2010: Danger days: the true lives of the Fabulous Killjoys

Otros álbumes
- 2013: Conventional weapons